# Света Планина
Света Планина (словен. Sveta Planina) — поселення в общині Трбовлє, Засавський регіон, Словенія. Висота над рівнем моря: 595,6 м.
У перекладі зі Словенської. назва означає «свята полонина»